# Марвелл, Эндрю
Эндрю Марвелл (англ. Andrew Marvell; 31 марта 1621 — 16 августа 1678) — английский поэт, один из последних представителей школы метафизиков и один из первых мастеров поэзии английского классицизма.
Эндрю Марвелл был английским поэтом-метафизиком и членом Парламента. Его отец, также Эндрю Марвелл, был священником. Как поэт, был связан с Джоном Донном и Джорджем Хербертом. Его другом и коллегой был Джон Мильтон.
Марвелл родился в городе Уайнстед, графство Йоркшир. Семья переехала в Гулль (Халл), когда отец Марвелла был назначен лектором в церкви Святой Троицы в этом городе. Здесь Марвелл окончил среднюю школу, которая сейчас названа его именем.
Самые известные стихотворения Марвелла — «К стыдливой возлюбленной», «Сад», «Горацианская ода на возвращение Кромвеля из Ирландии», «Определение Любви» и «Об Эпплтон Хаус. К милорду Фэрфаксу»

## Жизнь
В возрасте 12 лет Марвелл поступил в Тринити-колледж Кембриджского университета, который окончил в 1639. С середины 1642 года Марвелл, скорее всего, путешествовал по Европейскому континенту и до 1646 года жил за границей, по-видимому, в качестве наставника отпрысков благородных фамилий. О его путешествиях по Европе сведения отрывочны. Известно о его пребывании в Риме в 1645 году. Мильтон позднее отметил, что Марвелл, во время пребывания за границей, освоил французский, итальянский и испанский языки.
В 1651-52 гг., когда на его попечении находилась дочь лорда Фэрфакса, Марвелл проживал в йоркширской усадьбе последнего, Эпплтон-хаусе. Там он создал поэму «Upon Appleton House» с идиллическим описанием местного парка и знаменитое стихотворение «The Garden», представляющее тот же образ в более сжатой и обобщенной форме.
Во время Английской революции политические взгляды Марвелла претерпели эволюцию от острых насмешек над Кромвелем до безоговорочного принятия политики последнего. В 1653-57 гг. Марвелл по поручению Кромвеля руководил образованием его воспитанника Уильяма Даттона, а также служил помощником Джона Мильтона в министерстве иностранных дел. В 1659 г. был избран в Парламент, где с успехом представлял город Кингстон-апон-Халл (ныне Халл) до самой своей смерти в 1678 г.
Реставрацию Стюартов Марвелл принял в штыки, о чем свидетельствуют его политические сатиры в стихах («The Rehearsal Transpos’d») и прозе («Last Instructions to a Painter»). В поздних произведениях поэт окончательно переходит на позиции классицизма. Стихи свои он не воспринимал серьёзно и не печатал. Вполне вероятно, что они остались бы неопубликованными, если бы через три года после его смерти их первое издание не предприняла его экономка, называвшая себя вдовой Марвелла.
Первые стихи, написанные на латинском и греческом языках, были опубликованы ещё во время пребывания Марвелла в Кембридже. Эти стихи были жалобой из-за прихода чумы и ликованием по поводу рождения ребёнка у короля Карла I и королевы Генриетты Марии. Хотя и с опозданием, он все же стал одним из сочувствующих режимам правления во времена «Междуцарствия», после казни Карла I, 30 января 1649 года. Его «Горацианская ода», стихотворение политического характера, написанная в начале 1650 года, выказывает сочувствие цареубийству, хотя и восхваляет возвращение Оливера Кромвеля из Ирландии.
Приблизительно в 1650-1652 годах, Марвелл служил наставником дочери Генерала Томаса Фэрфакса, который незадолго до этого оставил командование Парламентской армии Кромвеля. В то время Марвелл жил в доме в Нан Эпплтоне, поблизости Йорка, где он продолжал писать. В одном из его стихотворений, «Об Эпплтон Хаус. К милорду Фэрфаксу», он использует описание поместья, чтобы передать положения Марвелла и Фэрфакса в период войны и политических изменений. Но, возможно, самая известная поэма, написанная Марвеллом в то время, — «К стыдливой возлюбленной».
Англо-голландская война и работа в качестве помощника по латинскому языку
В период растущего напряжения, которое в итоге привело к Англо-голландской войне 1653 года, Марвелл написал сатирическое произведение «Нрав Голландии» и использовал в нём тогдашний стереотип, изобразив голландцев «алкоголиками и грубиянами».
Марвелл стал наставником подопечного Кромвеля, Вильяма Даттона, в 1653 году, и переехал к ученику в дом Джона Оксенбриджа в Итоне. Оксенбридж совершил два путешествия в Бермуды, и, считается, что именно это вдохновило Марвелла написать его стихотворение «Бермуды». Он также написал несколько стихотворений, которые восхваляли Кромвеля, который к тому времени был лорд-протектор Англии. В 1656 году Марвелл и Даттон отправились во Францию, чтобы посетить Протестантскую Академию Сомюр.
В 1657 году Марвелл примкнул к Мильтону, который к тому времени уже совсем потерял зрение, в качестве помощника по латинскому языку, в Государственном совете Кромвеля, с зарплатой 200 фунтов стерлингов в год, что на то время полностью обеспечивало финансовую независимость. В 1659 году он был избран членом Парламента от места его рождения, Халл, Йоркшир. За это ему платили 6 шиллингов, 8 пенни в дни заседания Парламента — финансовое обеспечение, полученное с взносов избирателей. Марвелл вскоре был снят с этого поста ввиду изменений, случившихся в Парламенте в 1659 году, но затем вновь восстановлен в 1660-м, и в этот раз он пробыл на посту до последних дней жизни.
После Реставрации.
Оливер Кромвель умер в 1658 году. Преемником стал его родной сын Ричард, но в 1660 монархия была возвращена Карлу II. В конечном счете, Марвелл все-таки решился и написал несколько длинных и едко-сатиричных стихотворений против придворной коррупции. Хотя они и распространялись в форме рукописей, а некоторые даже были напечатаны, хоть и анонимно, их содержание носило выраженно политический характер, и поэтому было слишком опасно их печатать под именем автора, по крайней мере, до смерти самого Марвелла. Марвелл избежал преследования за сотрудничество с республиканцами, в то время, как сам убеждал правительство Карла II отменить приговор о смертной казни Джона Мильтона за его антимонархические публикации и революционную деятельность. Близость в отношениях двух бывших напарников по службе объясняется тем фактом, что Марвелл написал вступительное стихотворение ко второму изданию известной эпической поэмы Мильтона «Потерянный Рай».
Марвелл поднял сопротивление против «придворной партии» и анонимно высмеял их. Самое длинное его стихотворение сатирического характера «Последние инструкции художнику», написанное в 1667, явилось своеобразным ответом коррупции, который поспособствовал поражению Англии во второй Англо-голландской войне. Поэма не печаталась вплоть до окончания Революции 1688-1689 годов. В стихотворении главный герой, художник, обучается тому, как изобразить государство без флота, который будет его защищать, государство, управляемое людьми без особых умственных способностей и отваги, коррумпированный и распущенный двор и нечестных чиновников.
С 1659 года и до самой смерти в 1678 году, Марвелл был добросовестным членом Парламента, не прекращая представлять отчеты о ведении парламентских и национальных дел своему избирательному округу, а также служил лондонским представителем Дома Святой Троицы в Халле, гильдии капитана корабля. Он совершил две миссии на континент, одну в Голландии и вторую — в Россию, Швецию и Данию. Он также написал анонимную прозу сатирического характера, критикующую монархию католицизма, защищая пуританских диссидентов и осуждая цензуру.

## Репутация
На протяжении XVIII и XIX вв. Марвелл как поэт находился в тени Мильтона и Драйдена. В истории литературы о нем вспоминали исключительно как об авторе едких политических сатир и стихотворного отрывка «Бермуды», посвященного освоению пуританами Нового света.
Новое открытие Марвелла произошло в начале XX века, в первую очередь благодаря Томасу Элиоту, который считал марвелловское «К стыдливой возлюбленной» («To His Coy Mistress») едва ли не величайшим стихотворением во всей английской поэзии. В настоящее время оно является хрестоматийным.
Большим поклонником Марвелла был Владимир Набоков. Его роман «Бледное пламя» (1962) пересыпан цитатами из марвелловской эклоги «Nymph Complaining for the Death of her Fawn». В своих лекциях он сравнивал марвелловский оптимизм и жизнелюбие с пушкинскими.